# ثلاسيميا ألفا
الالفا ثلاسيما (بالإنجليزية: Alpha-thalassemia)‏ هو أحد أنواع الثلاسيميا يتصف بنقص أو انعدام في تكوين السلسلة ألفا، أحد مكونات الهيموغلوبين الأساسية. وهذا النوع من الثلاسيما يتصف بقلة شيوعه.

## أماكن انتشارها
تتواجد الألفا ثلاسيميا في جنوب شرقي آسيا وبشكل أقل في إفريقيا وحوض البحر الأبيض المتوسط.

## آلية المرض
خلل في المادة الوراثية المسؤولة عن تكوين السلسلة ألفا، والتي تدخل في تركيب الهيموغلوبين بأنواعه الثلاثة (A, A2,F)، مما يؤدية إلى إنتاج هيموجلوبين غير طبيعي، ينتج عنه نقص في قدرة الدم على توصيل الأكسجين وفقر الدم الانحلالي وضخامة طحال. ويزداد تركيب السلاسل غاما مما يؤدي لتشكيل ما يسمى بالهيموغلوبين بارت hemoglobin Bart، وكذلك يزداد تركيب السلاسل بيتا مما يؤدي لتشكيل ما يسمى بالهيموغلوبين H.

## طرق الانتقال
تنتقل عن طريق الوراثة، فمن أجل ولادة طفل يحمل مرض الثلاسيميا يجب على كلا الابوين أن يكونا حاملين للمرض.

## السلسلة ألفا
هي بروتين من النوع globin يحتوي على 141 حمض أميني  وتدخل في تركيب الهيموغلوبين (الناقل للأكسجين في الدم). الموروثات اللازمة لصناعة هذه السلسة هي أربعة وموجودة على الذراع الطويلة للكرومسوم رقم 16، وأي خلل جيني في هذه المنطقة يؤدي إلى خلل في تكون سلسلة ألفا ويؤدي إلى الإصابة بالمرض. وتكمن أهمية السلسلة ألفا في أنها تدخل في تكوين الأنواع المختلفة من الهيموجلوبين الموجود في الدم ولذلك يظهر المرض في الشهور الأولى بعد الولادة.

## أنواع المرض
يوجد أربع أنواع من هذا المرض، وذلك بحسب عدد الموروثات التي تعرضت إلى الخلل:
- إصابة مورثة واحدة: تسمى الالفا ثلاسيميا الساكتة (الساكنة) ويسمى الشخص المصاب بالحامل الصامت. يحتاج كشف هذه الحالة لتقنيات خاصة.
- إصابة مورثتين: يكون لدى المصاب في هذه الحالة فقر دم معتدل، وتكون الكريات الحمراء صغيرة. يتم كشف هذه الحالة بفحص الدم الروتيني.
- إصابة ثلاث مورثات: يحدث في هذه الحالة فقر دم شديد ويتطلب نقل دم. يتشكل في هذه الحالة هيموغلوبين شاذ يدعى هيموغلوبين H وتسمى هذه الحالة بداء الهيموغلوبين H.
- إصابة أربع مورثات: تدعى هذه الحالة استسقاء الجنين أو موه الجنين hydrops fetalis. يتشكل في هذه الحالة هيموغلوين شاذ آخر يدعى هيموغلوين بارت. معظم المصابين بهذه الحالة يموتون داخل رحم الأم الحامل أو بعد الولادة بوقت قصير.[3]

## العلاج
العلاج غالبا يكون بنقل الدم المستمر. وهنالك أيضا علاج بزراعة نخاع العظم

## مواقع خارجية
- الألفا ثالاسيميا